# تحطم حافلة بلغاريا 2021
تحطم حافلة بلغاريا 2021 في 23 نوفمبر 2021 وفي تمام الساعة 02:00 بالتوقيت المحلي، تحطمت حافلة من شمال مقدونيا واشتعلت فيها النيران في غرب بلغاريا. وقع الحادث على طريق ستروما السريع بالقرب من قرية بوسنيك جنوب غرب صوفيا. كان في الحافلة خمسون راكباً وسائقان. قتل 46 شخصا في الحادث بينهم 12 طفلا. أصيب سبعة ركاب آخرين بحروق لكنهم نجوا. حاليًا الحادث هو أكثر حوادث الطرق دموية في التاريخ البلغاري وقد تمت الإشارة إليه على أنه أكثر حوادث السيارات دموية في أوروبا منذ عقد من الزمان.

## خلفية
وفقًا لبيانات المفوضية الأوروبية كان لدى بلغاريا في عام 2019 ثاني أعلى معدل وفيات حوادث الطرق في الاتحاد الأوروبي. بعد الحادث أخبر عمدة بلدة بيرنيك القريبة وسائل الإعلام المحلية أن الطريق السريع في حالة سيئة وأن الحوادث متكررة في المنطقة.

## الحادث
تحطمت حافلة تقل سائحين مقدونيين عائدين إلى العاصمة سكوبي من رحلة عطلة نهاية الأسبوع إلى إسطنبول مسجلة تحت وكالة السياحة «بيسا ترانس»، على طريق سريع بالقرب من قرية بوسنيك البلغارية حوالي الساعة 02:00 بالتوقيت المحلي. اصطدمت السيارة بحاجز على الطريق السريع إما قبل اشتعال النيران أو بعدها. فيما بعد قال أحد الركاب للصحفيين إنه كان نائما وأيقظه انفجار. ولقي ستة وأربعون شخصًا حتفهم خلال الحادث من بينهم اثنا عشر طفلاً. وتتراوح اعمار غالبية الضحايا الاخرين بين 20 و30 عاما.
صرح وزير الداخلية البلغاري بويكو راشكوف أن جثث الضحايا «احترقت بالكامل». تمكن سبعة ركاب (خمسة ذكور وامرأتان) من الفرار عبر النوافذ وهم مصابون بحروق خطيرة وتم نقلهم إلى المستشفى في حالة حرجة. النظريات الأولية حول سبب الحادث تشمل خطأ السائق والخلل الفني. وكان غالبية الضحايا من الألبان المقدونيين.

## التفاعلات
وصف رئيس الوزراء البلغاري المؤقت ستيفان يانيف حادث تحطم الطائرة بأنه مأساة، قائلاً «نتمنى أن نتعلم الدروس من هذا الحادث المأساوي ويمكننا منع مثل هذه الحوادث في المستقبل». أعلنت الحكومة يوم الأربعاء يوم حداد وطني لكل من ضحايا الحادث والوفيات السابقة من حريق في دار لرعاية المسنين في رياك. أعرب العديد من السياسيين من مختلف البلدان عن استيائهم من الخسائر في الأرواح.